# Cubismo checo
El cubismo checo (conocido más generalmente como cuboexpresionismo) fue un movimiento artístico de vanguardia de los proponentes checos del cubismo, activo principalmente en Praga desde 1912 hasta 1914. Praga fue quizás el centro más importante para el cubismo fuera de París antes del comienzo de la Primera Guerra Mundial.

## Miembros
Los miembros de este movimiento se dieron cuenta del significado de época del cubismo de Pablo Picasso y Georges Braque e intentaron extraer sus componentes para su propio trabajo en todas las ramas de la creatividad artística: escultura, pintura, artes aplicadas y arquitectura.

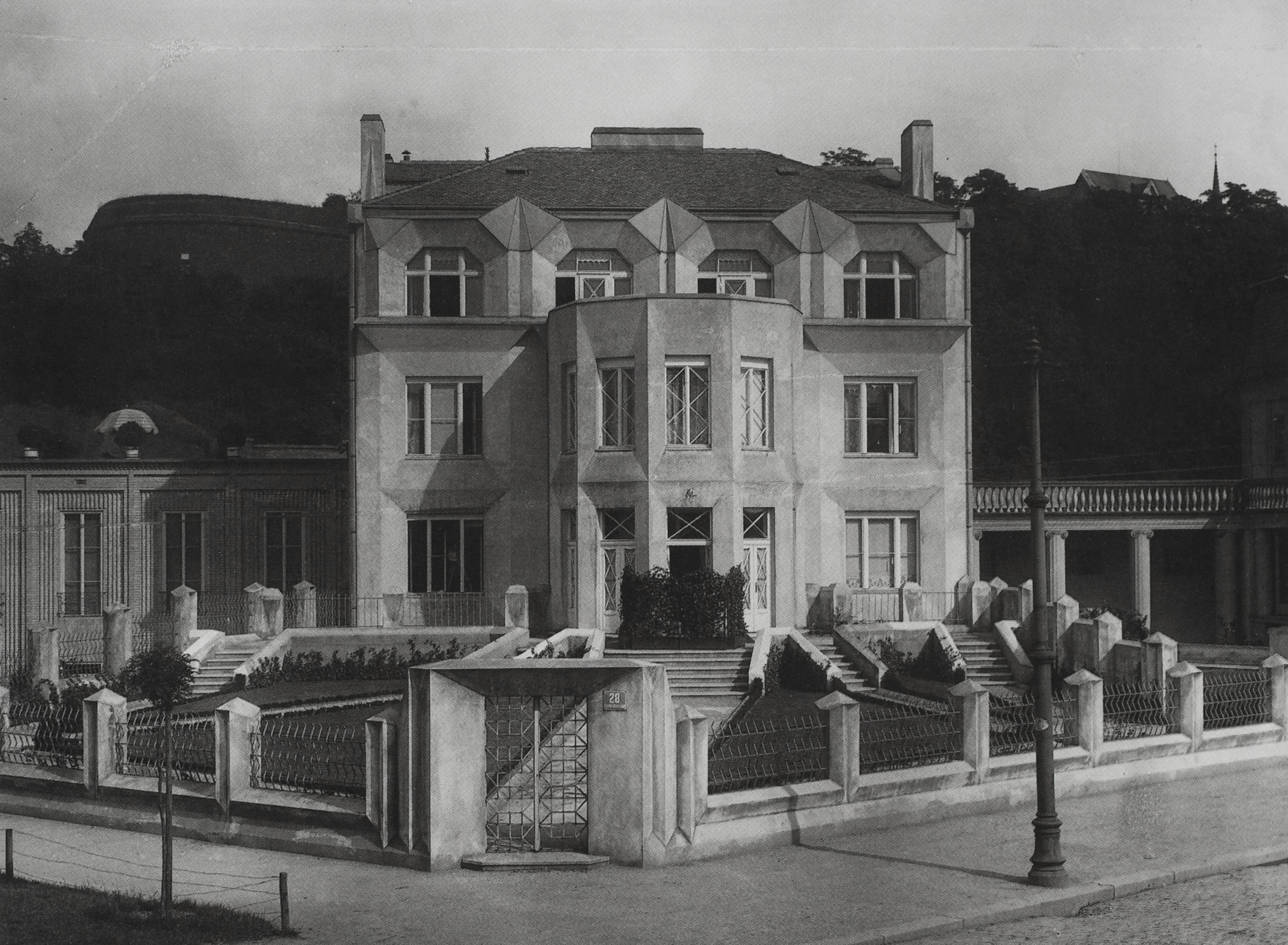
Villa cubista Kovařovicova diseñada por Josef Chochol, Praga

Los participantes más notables de este movimiento fueron los pintores František Kupka (cuyos intereses estaban más enraizados en la abstracción), Emil Filla, Bohumil Kubišta, Antonín Procházka, Vincenc Beneš y Josef Čapek, el escultor Otto Gutfreund, el escritor Karel Čapek y los arquitectos Pavel Janák, Josef Gočár, Vlastislav Hofman y Josef Chochol. Muchos de estos artistas eran miembros de la Unión de Bellas Artes de Mánes. Una división importante en la arquitectura checa se produjo después de 1912, cuando muchos jóvenes artistas de vanguardia de Jan Kotěra y su círculo se separaron de la Asociación Mánes. Estos arquitectos más jóvenes eran más idealistas en su perspectiva y criticaron el estricto racionalismo de sus antepasados, Otto Wagner y Kotěra. Janák, Gočár y Hofman fundaron el grupo Skupina výtvarných umĕlců (Grupo de artistas plásticos) y fundaron una revista para el grupo, Umĕlecký mĕsíčník (Mensual Artístico).
Después de la fundación de Checoslovaquia en 1918, el cubismo checo arquitectónico se convirtió gradualmente en el rondocubismo checo, que era más decorativo, ya que estaba influenciado por los ornamentos folclóricos tradicionales para celebrar el resurgimiento de la independencia nacional checa.

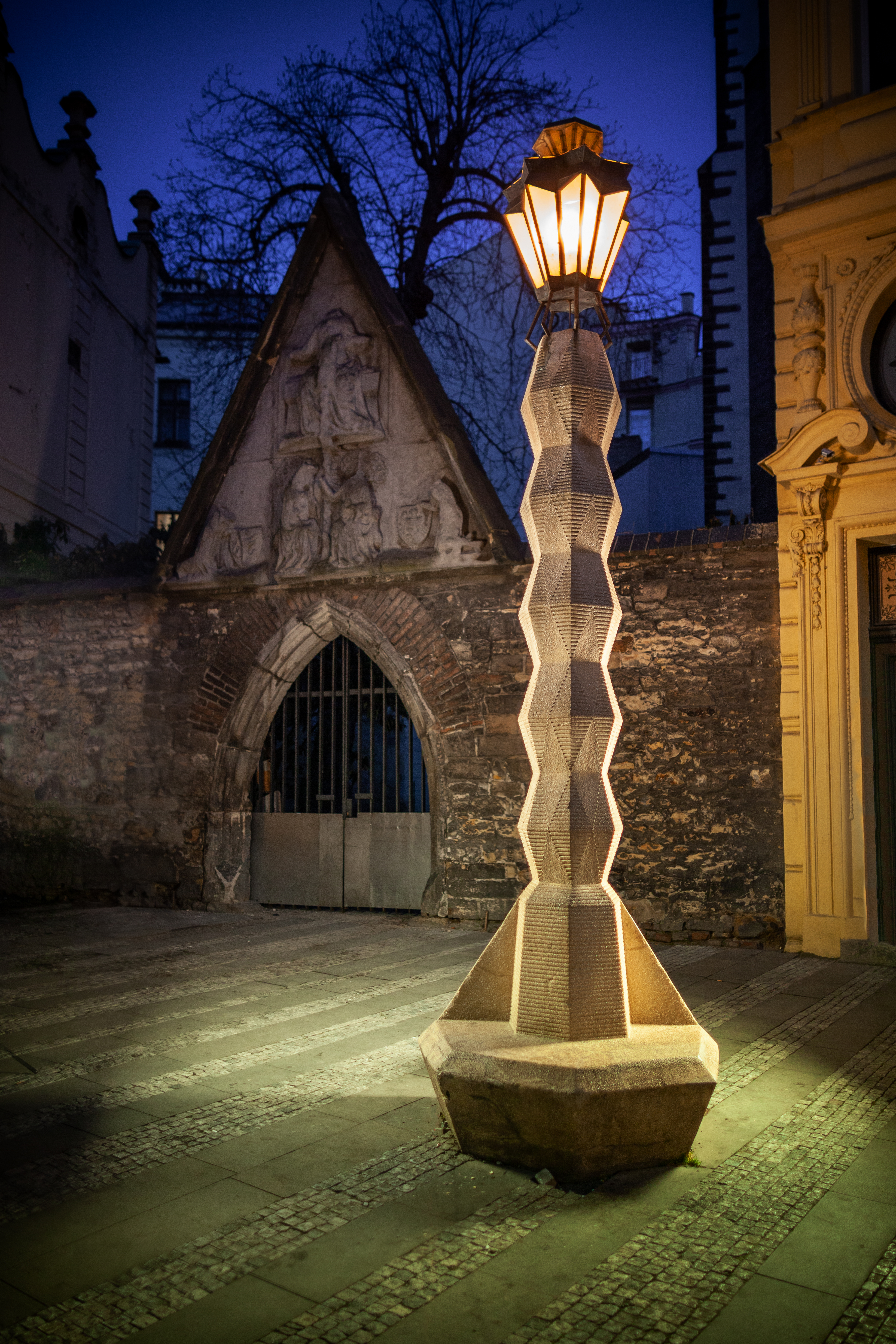
Lámpara cubista de Emil Králíček (1913), Jungmannovo náměstí (Praga)

## Concepto
Los cubistas checos distinguen su trabajo a través de la construcción de puntas afiladas, planos de corte y formas cristalinas en sus obras de arte. Estos ángulos permitieron a los cubistas checos incorporar su propia marca en el grupo de arte de vanguardia del modernismo. Creían que los objetos llevaban su propia energía interior que solo podía liberarse dividiendo las superficies horizontal y vertical que restringen el diseño conservador e «ignoran las necesidades del alma humana». Era una forma de rebelarse de la escena artística típica de principios del siglo XX en Europa. Esto se convirtió en un nuevo movimiento artístico, generalmente conocido como cuboexpresionismo; combinando la fragmentación de la forma vista en el cubismo con el emocionalismo del expresionismo.

## Historia
El cubismo checo se desarrolló entre 1911 y 1914. Fue un desarrollo contemporáneo del funcionalismo generado por arquitectos y diseñadores en Praga. Quince años más tarde, el primer concepto del cubismo en sí fue descartado como un propósito decorativo, un reemplazo del secesionismo y un desvío equivocado hacia el «esteticismo» y el «individualismo». Al contrario, fue una revuelta contra los valores tradicionales del realismo.
El cubismo checo fue ocultado primero por el movimiento moderno y luego enmascarado por los dictados estéticos de la cultura estalinista y post-estalinista en Checoslovaquia. Después de la Revolución de Terciopelo de 1989 y la atracción posmoderna de la ornamentación y la decoración, se produjo un aumento de la fascinación por la cultura checa y sus propias formas únicas de cubismo. El cubismo checo se desarrolló paradójicamente como producto de la opulencia burguesa checa y como un rechazo vanguardista de los diseñadores secesionistas como Otto Wagner y Jan Kotěra. Arquitectos como Josef Chochol y Pavel Janák idearon filosofías espiritualistas del diseño y un ideal dinámico de forma plana derivado del arte cubista. A medida que el cubismo se extendió por el continente europeo a principios del siglo XX, su mayor impacto se puede ver hoy en la República Checa. Las formas de pirámide y cristal fueron uno de los principios característicos del cubismo checo, que se incorporó a la arquitectura, el mobiliario y las artes aplicadas.

## Exposiciones
El Museo de Artes Decorativas de Praga (UPM) utiliza la Casa de la Madona Negra como espacio de exposición permanente del arte cubista checo.

## Galería

### Pintura y escultura

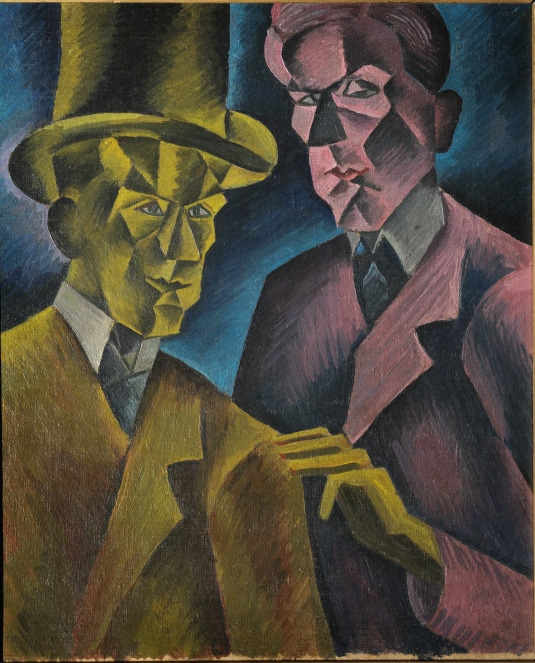
Bohumil Kubišta, 1911, Dvojnik
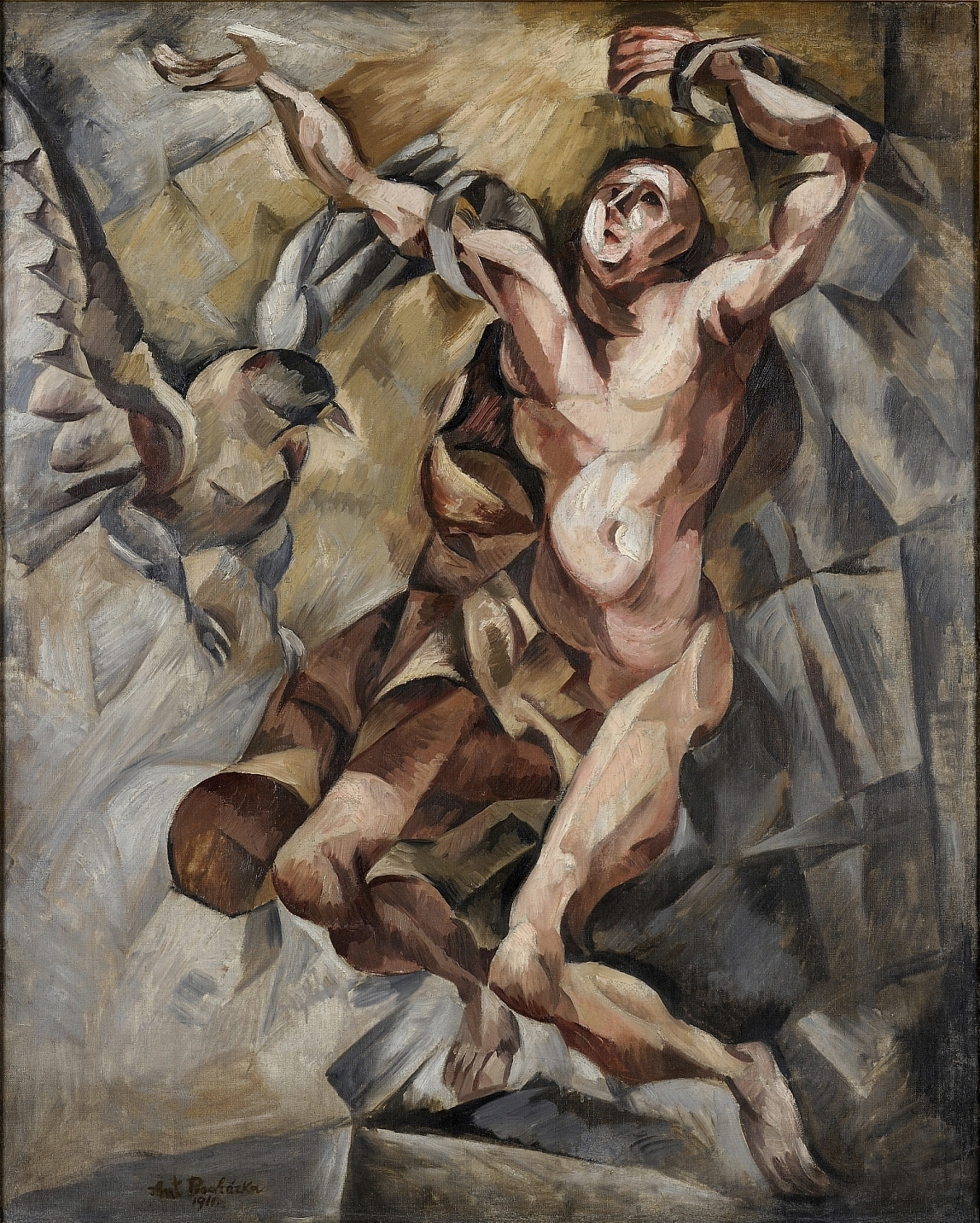
Antonín Procházka, 1911, Prometheus
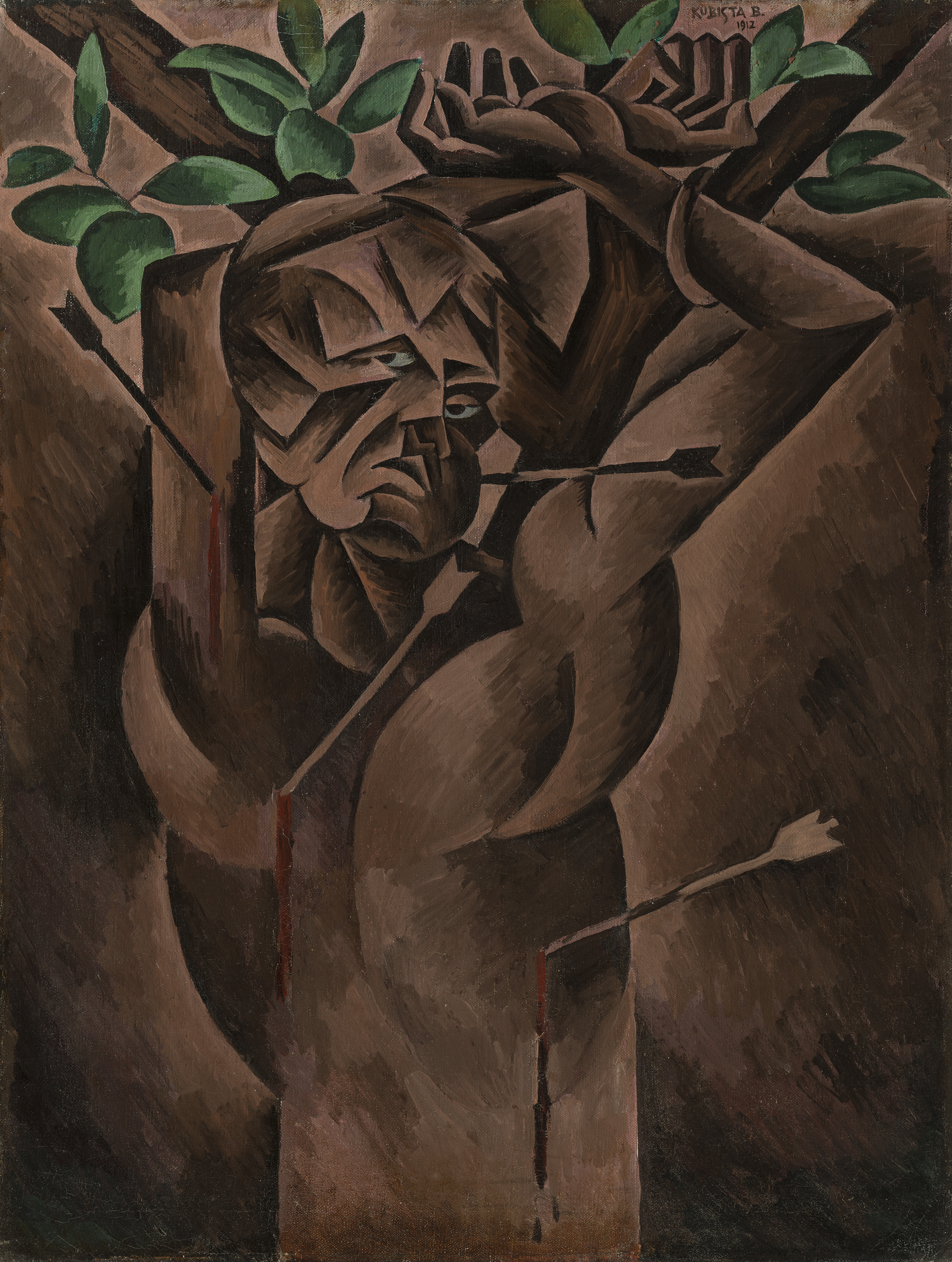
Bohumil Kubišta, 1912, Saint Sebastian, Galería Nacional de Praga
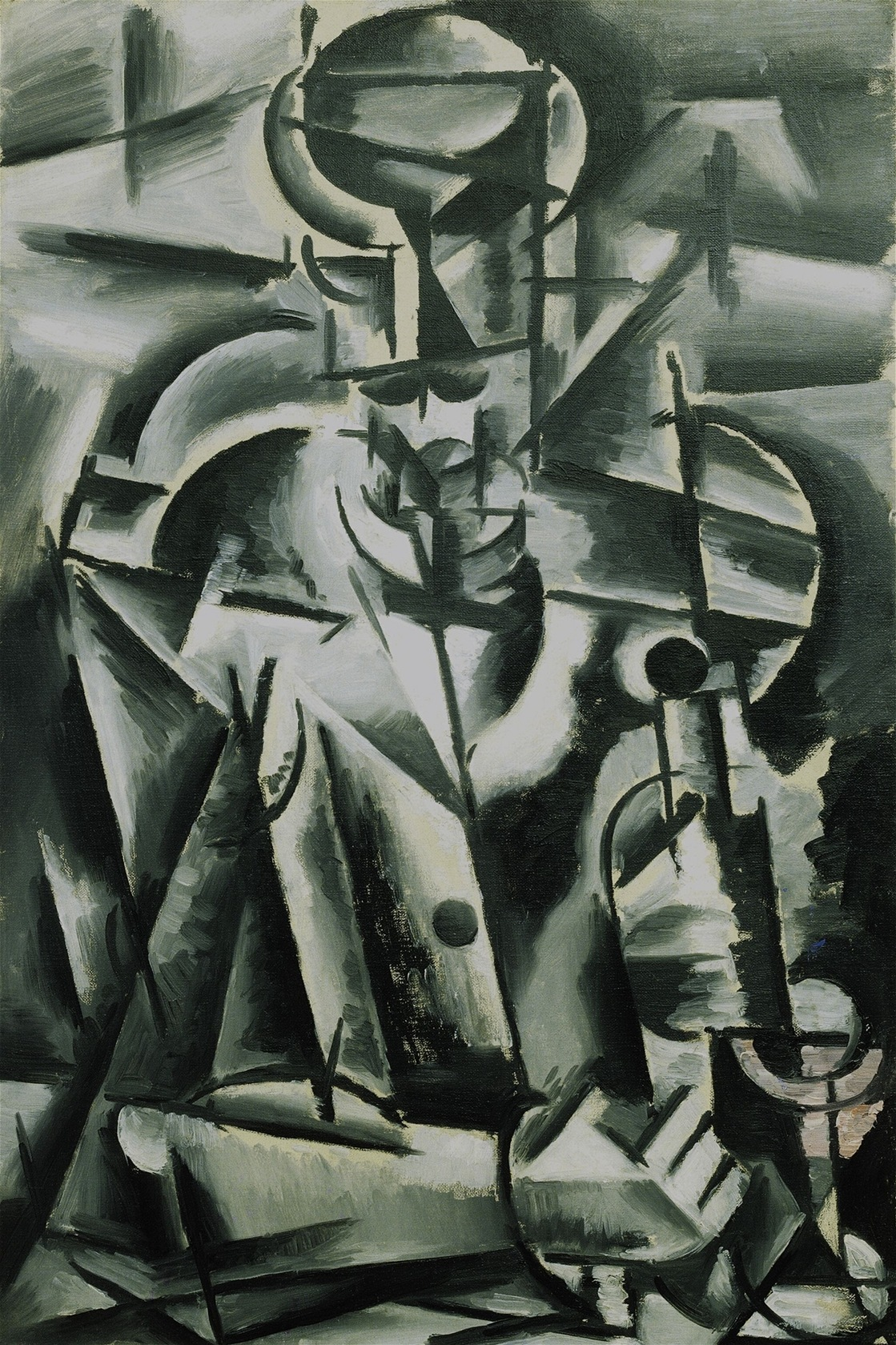
Josef Čapek, 1913, Piják
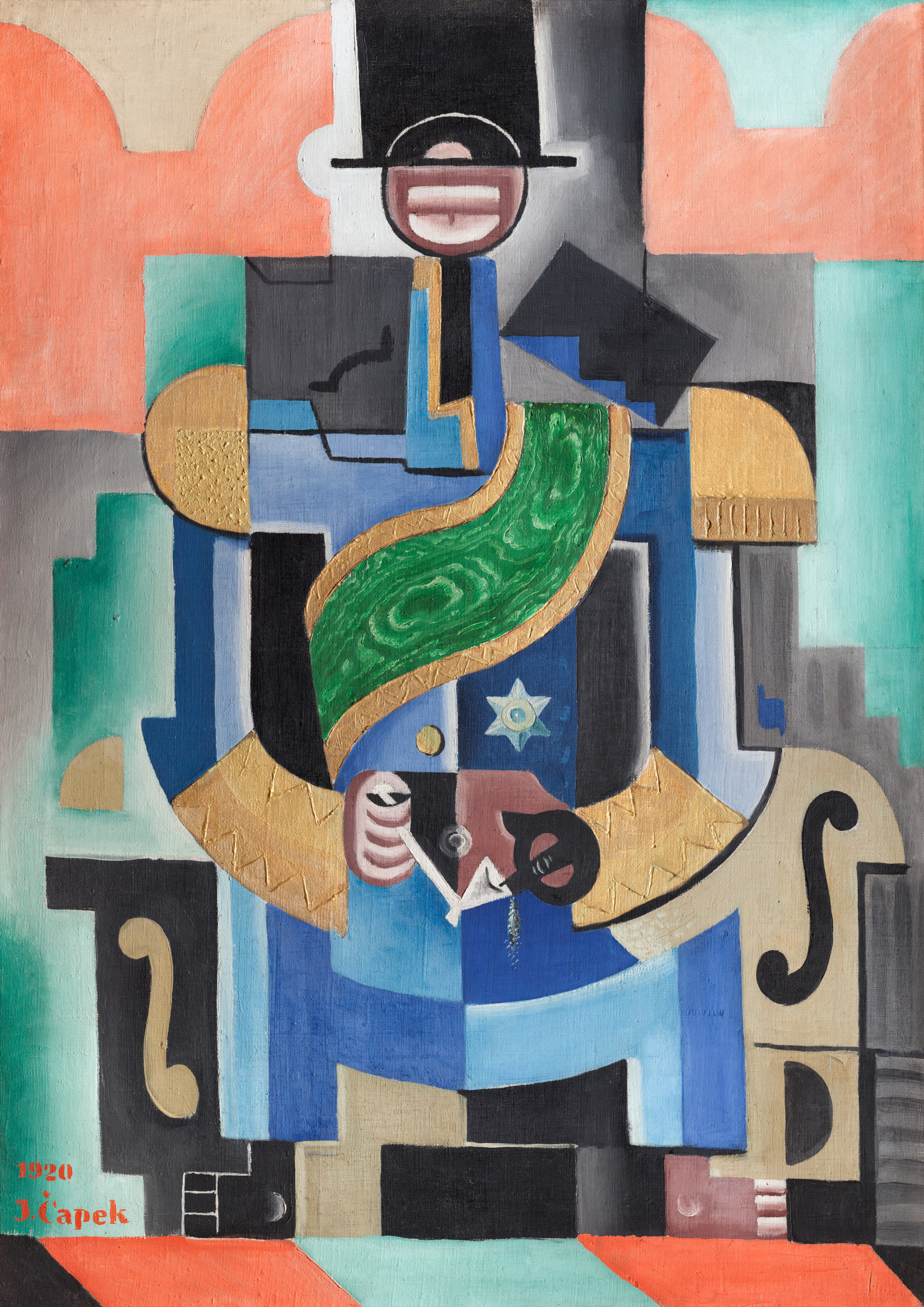
Josef Čapek, 1920, African King, Galería Nacional de Praga
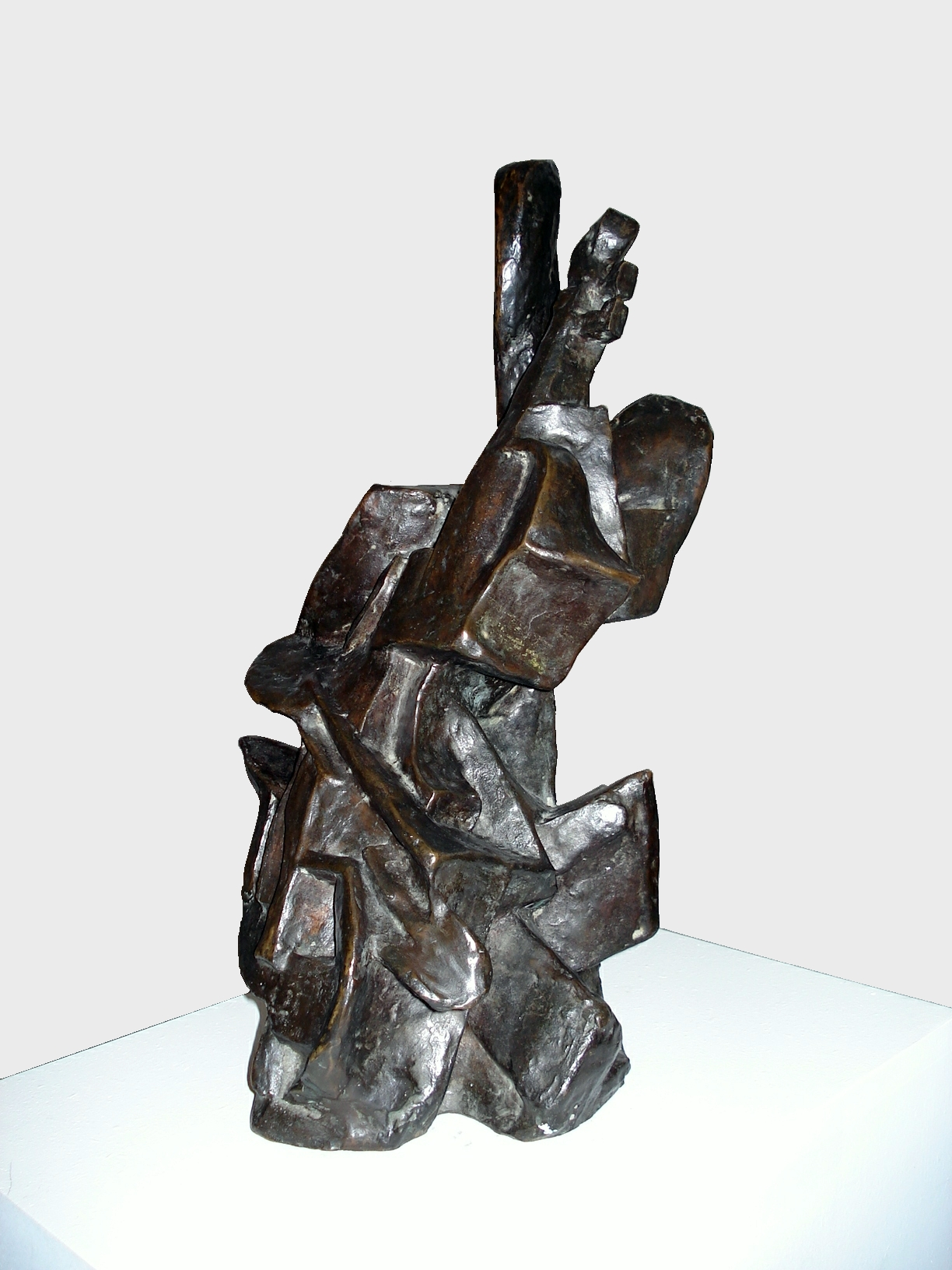
Otto Gutfreund, 1912–13, Cellista (Cello player), Museo Kampa, Praga

### Arquitectura

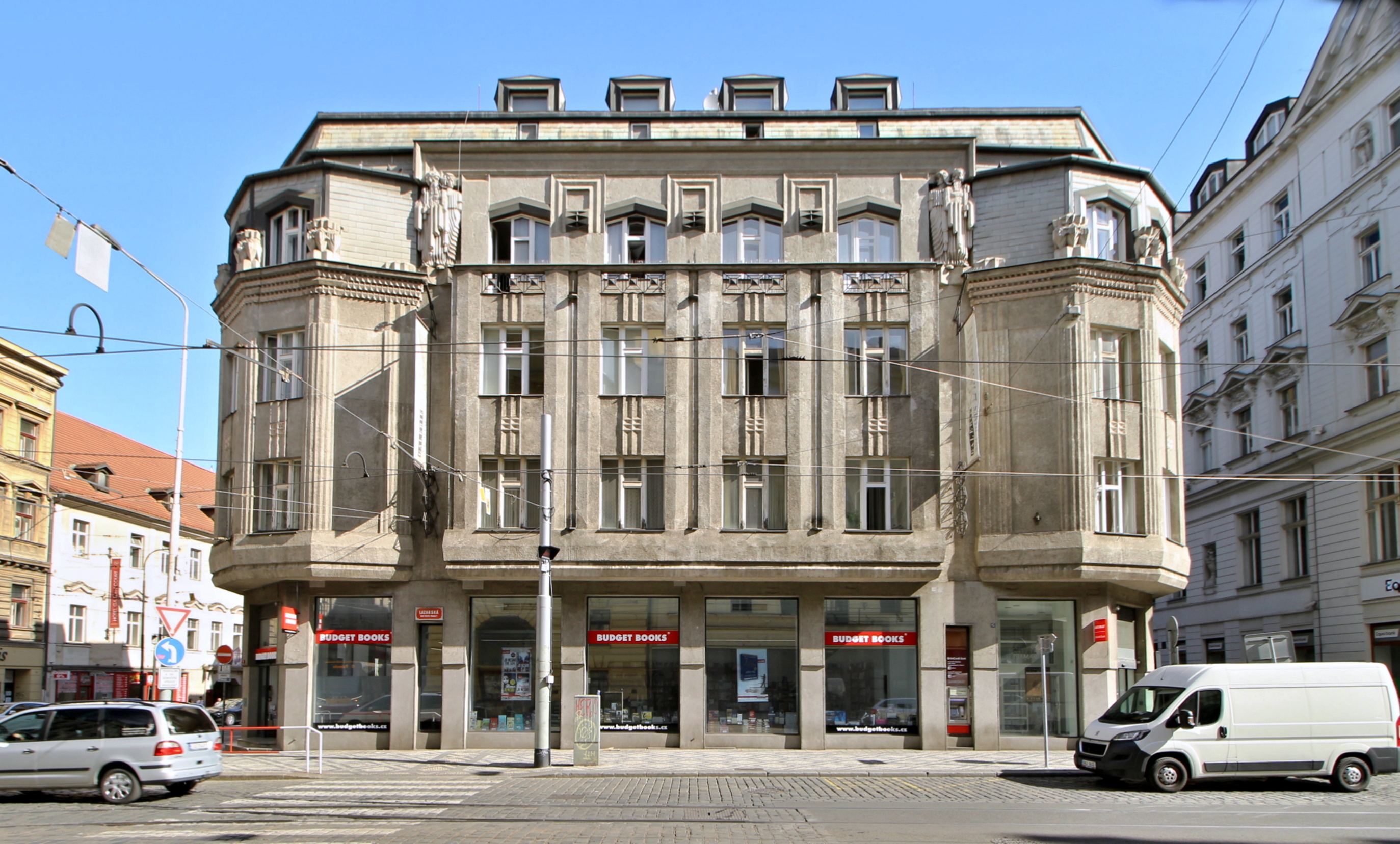
Palacio Diamant de Emil Králíček (1912–1913)
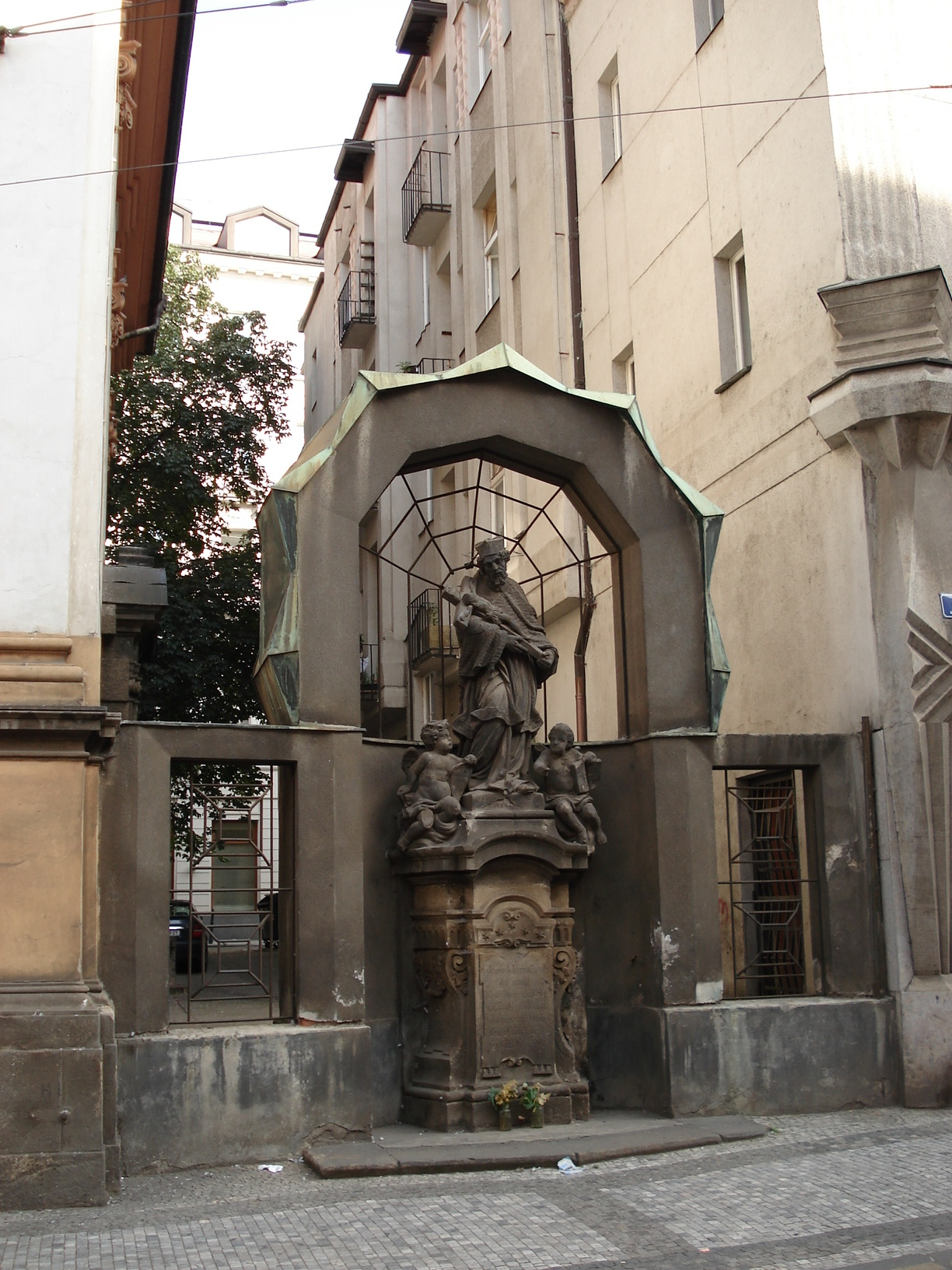
Arco con estatua barroca, junto al Palacio Diamant
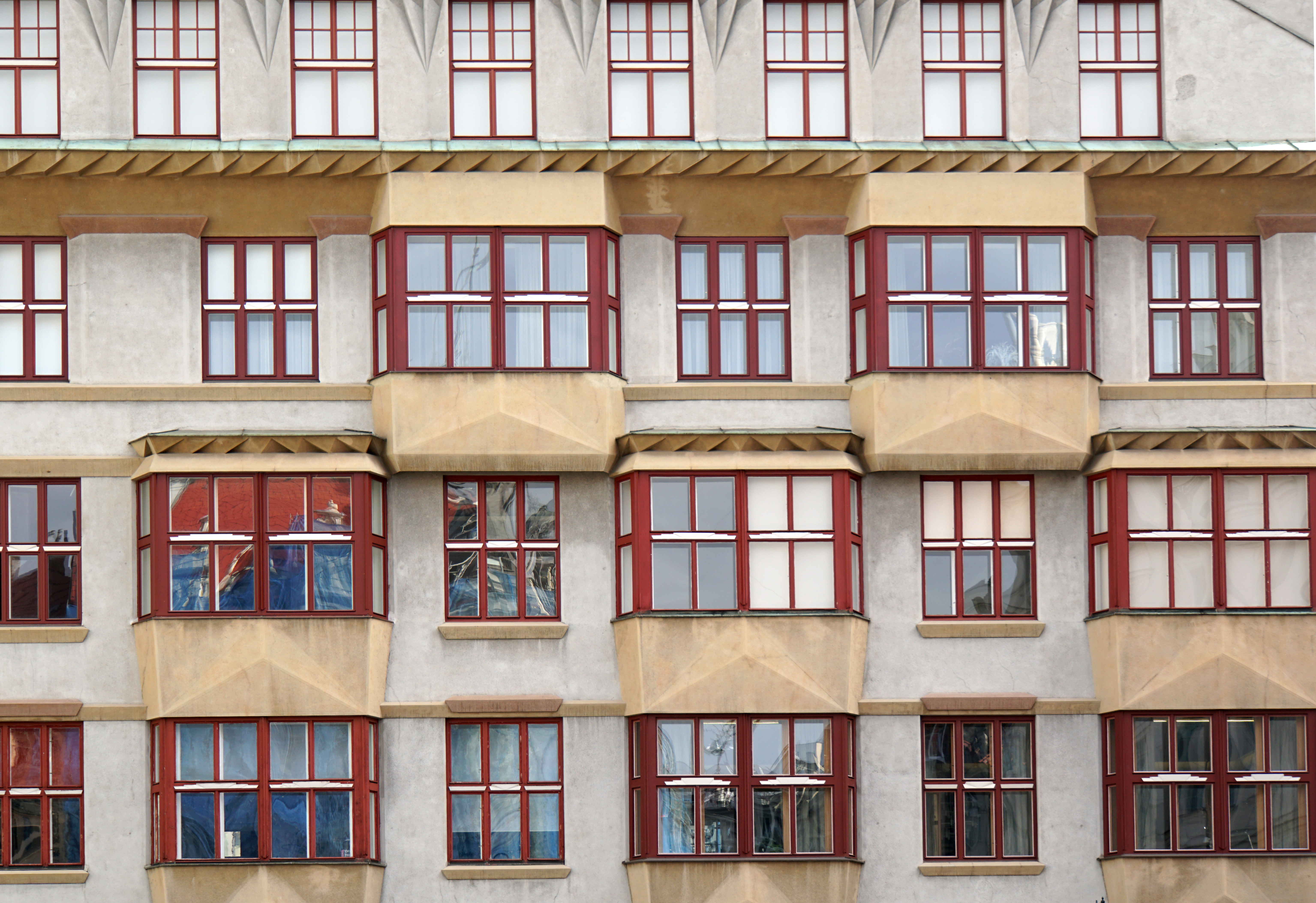
Fachadas de Otakar Novotný
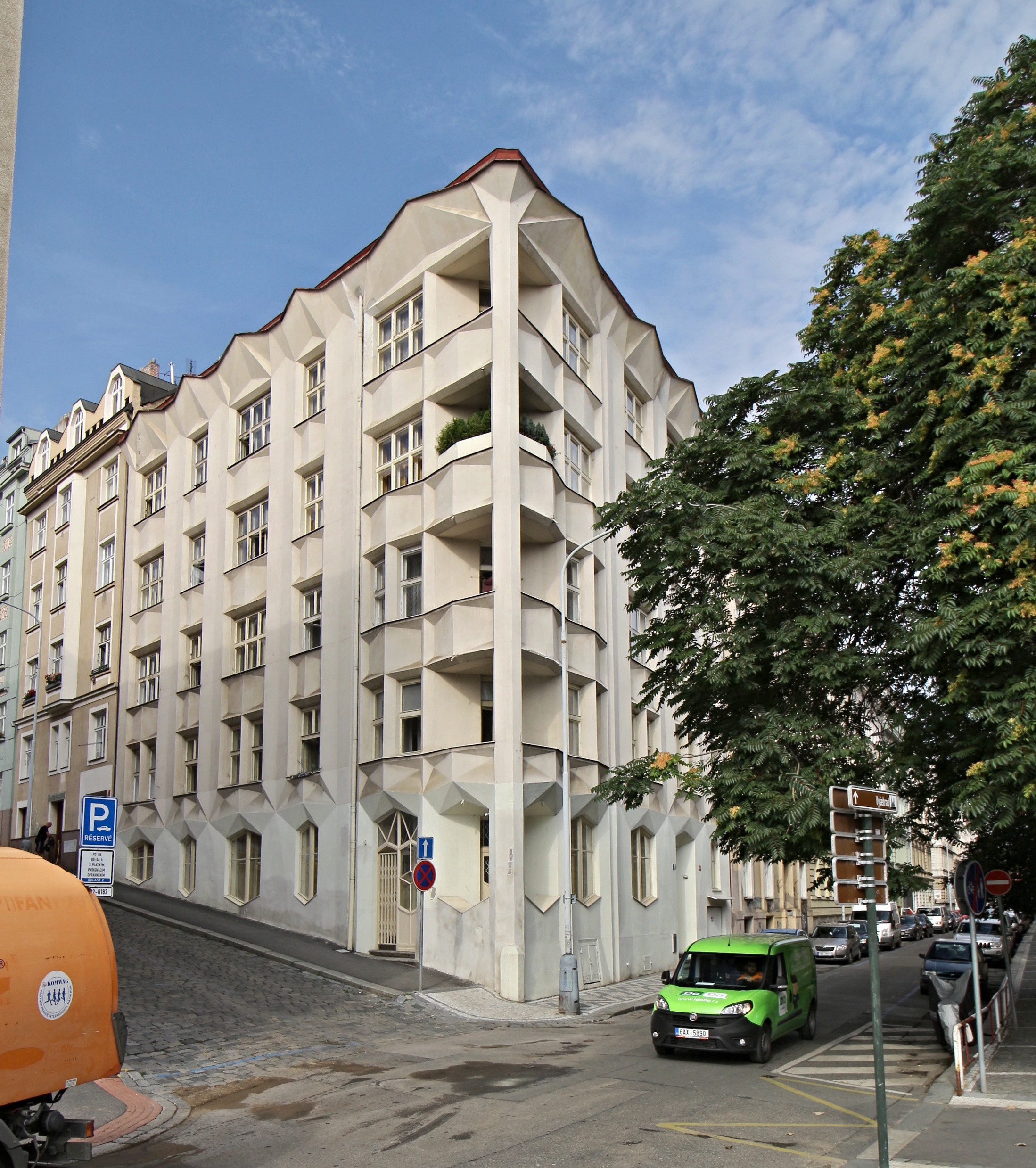
Edificio de apartamentos cubista, Vyšehrad č. p. 98, de Josef Chochol (1913–1914)
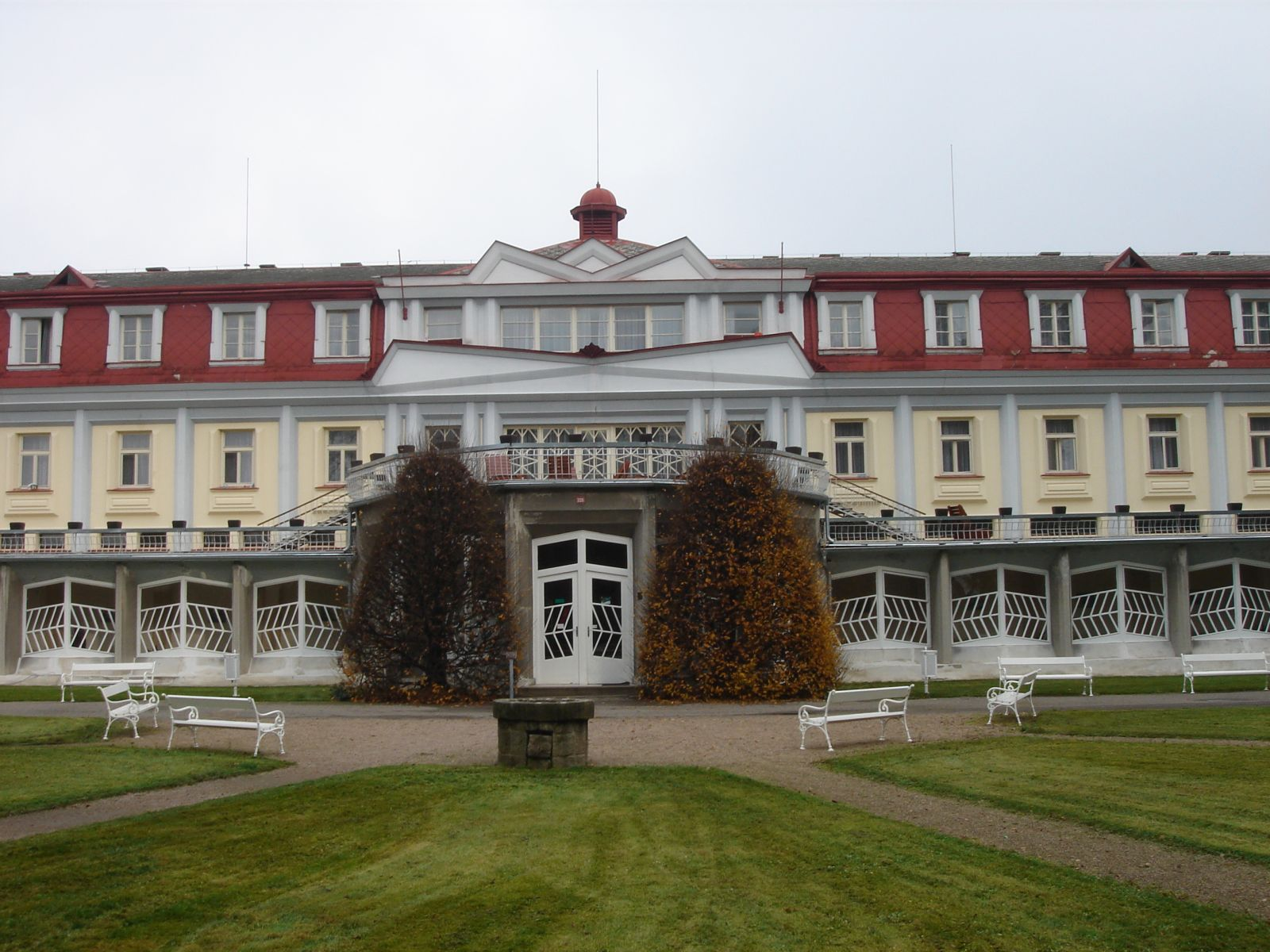
Baños termales en Lázně Bohdaneč de Josef Gočár (1911–1913)
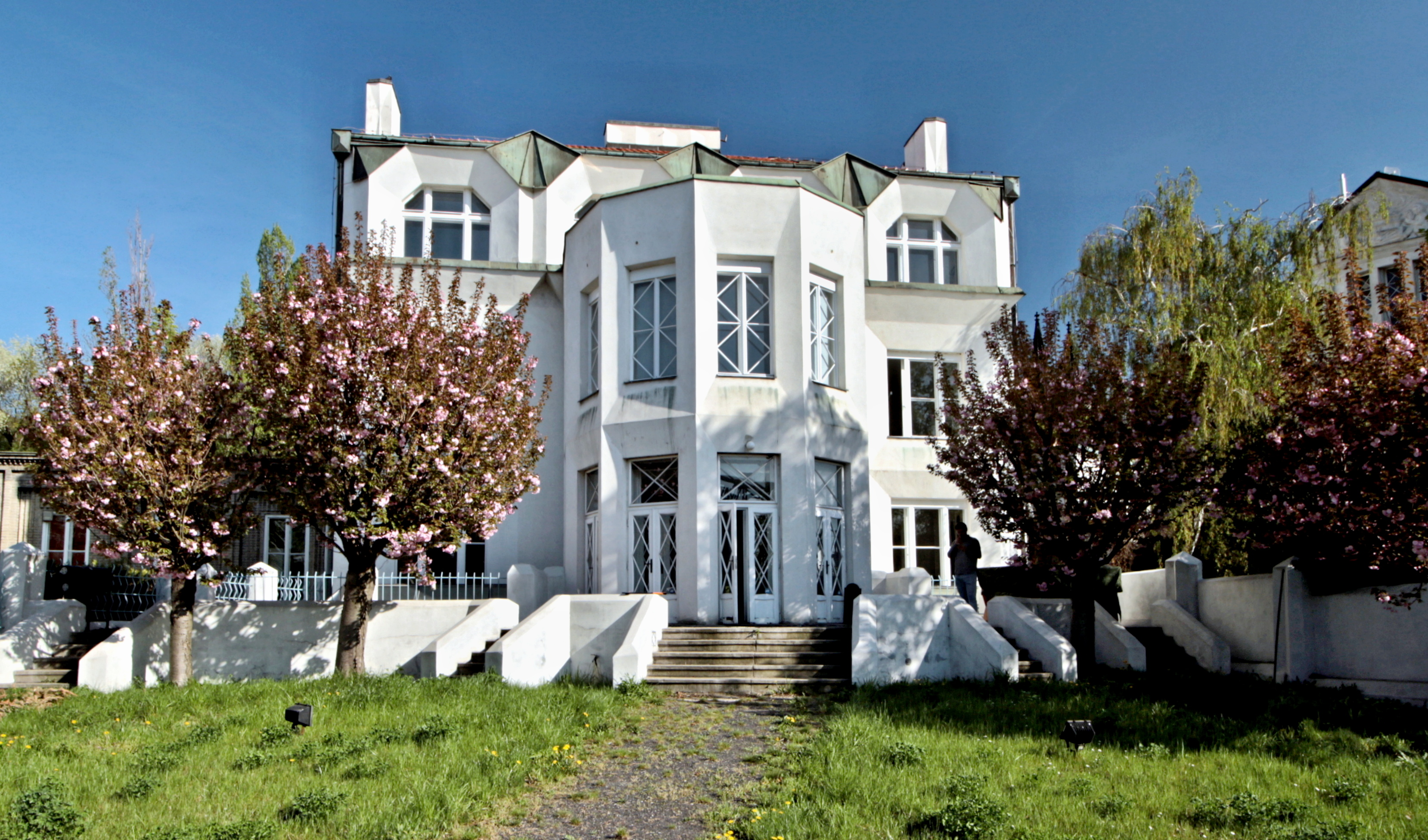
Valle Kovařovicova de Chochol (1912–1913)
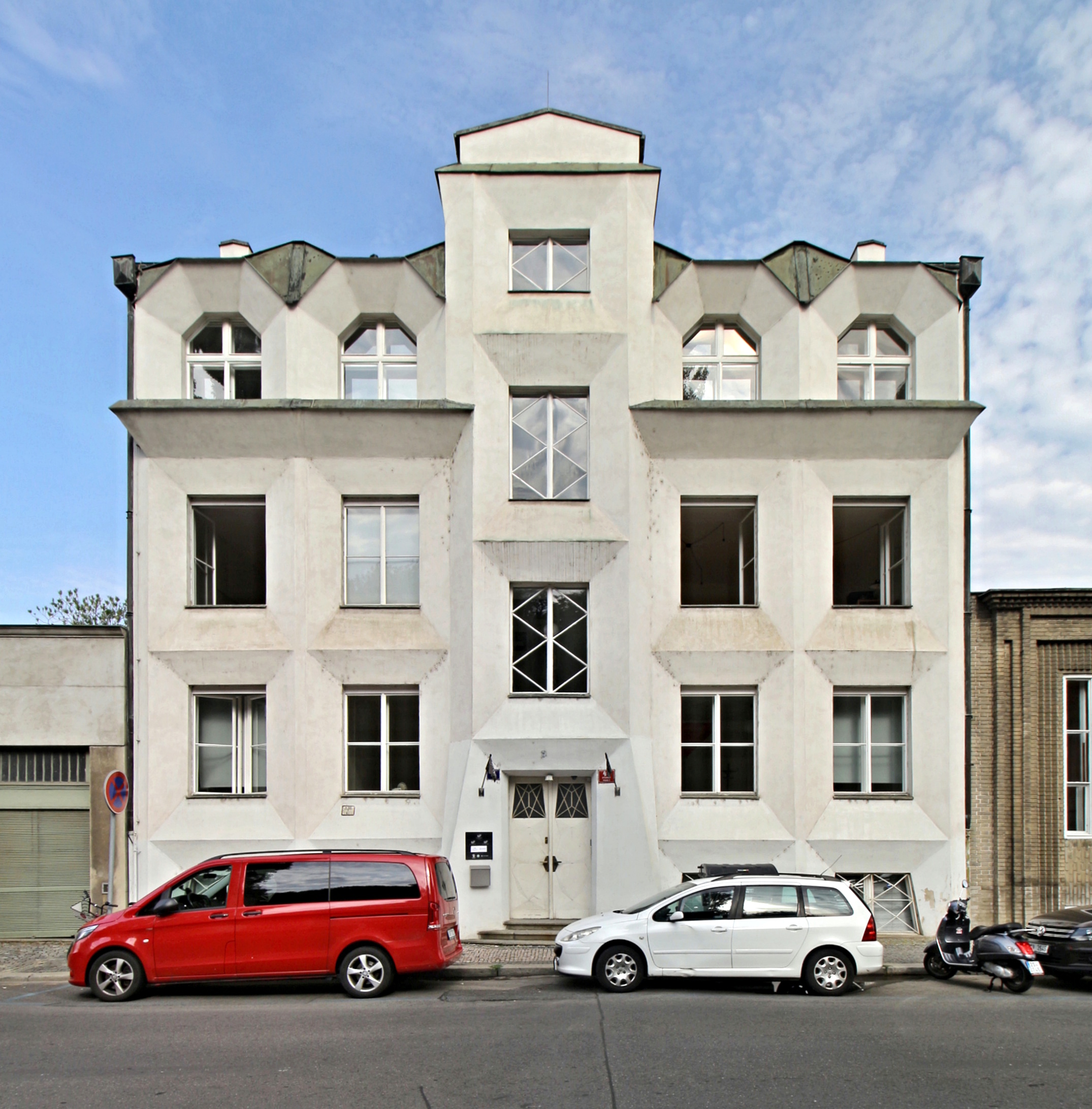
Villa Kovařovicova, desde la calle
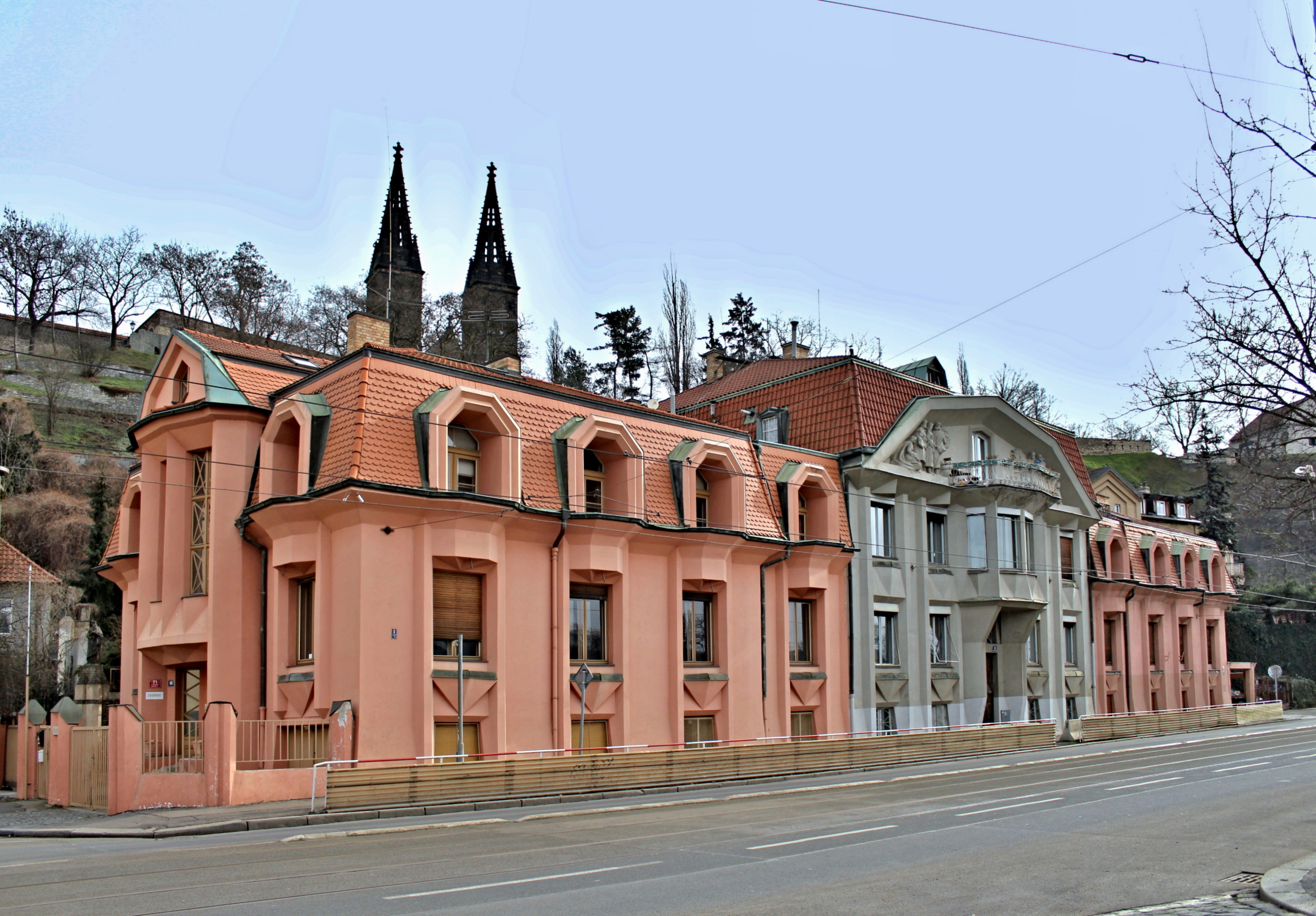
Edificio cubista de Chochol
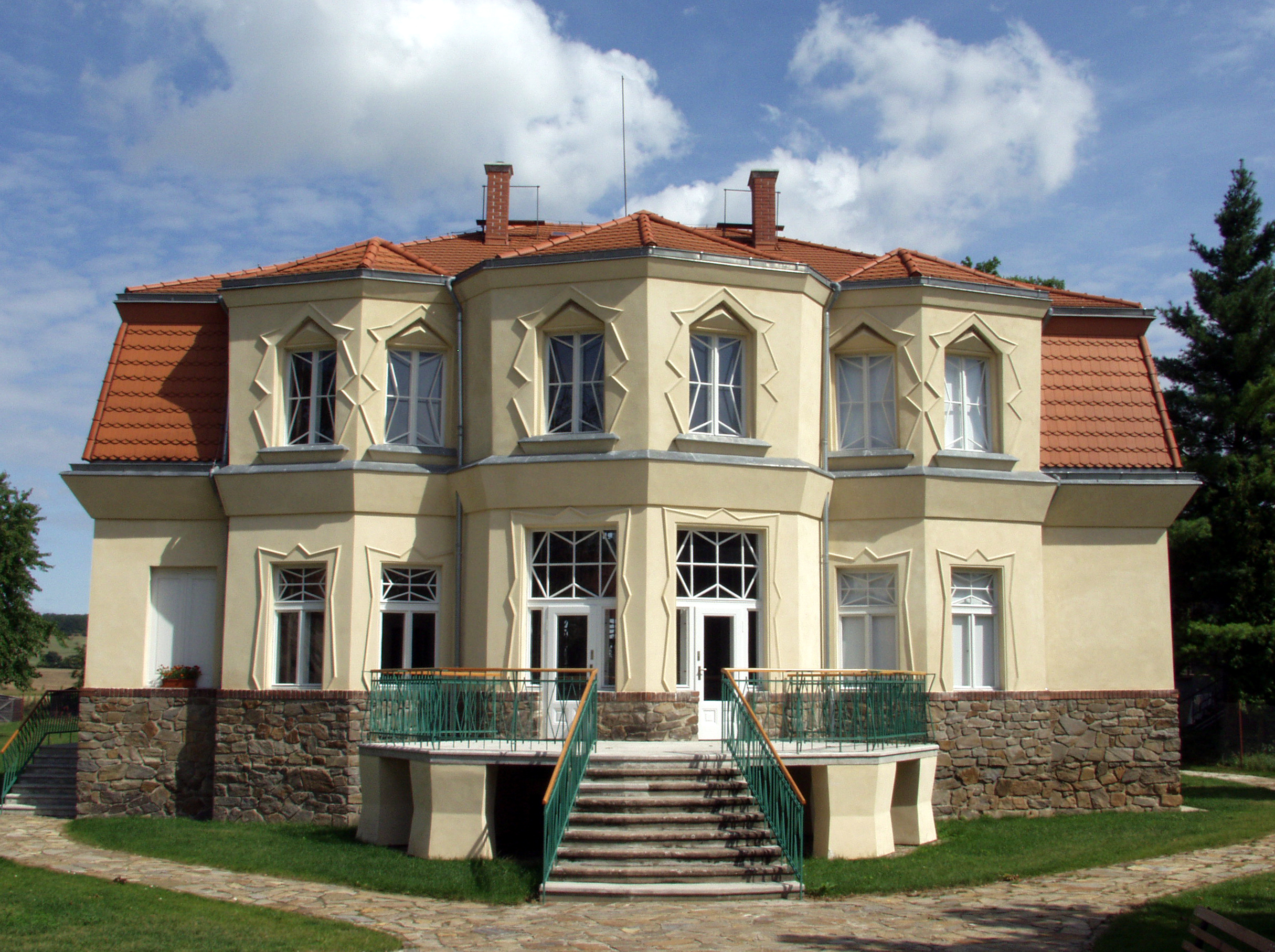
Villa Bauer de Gočár (1912–1914)
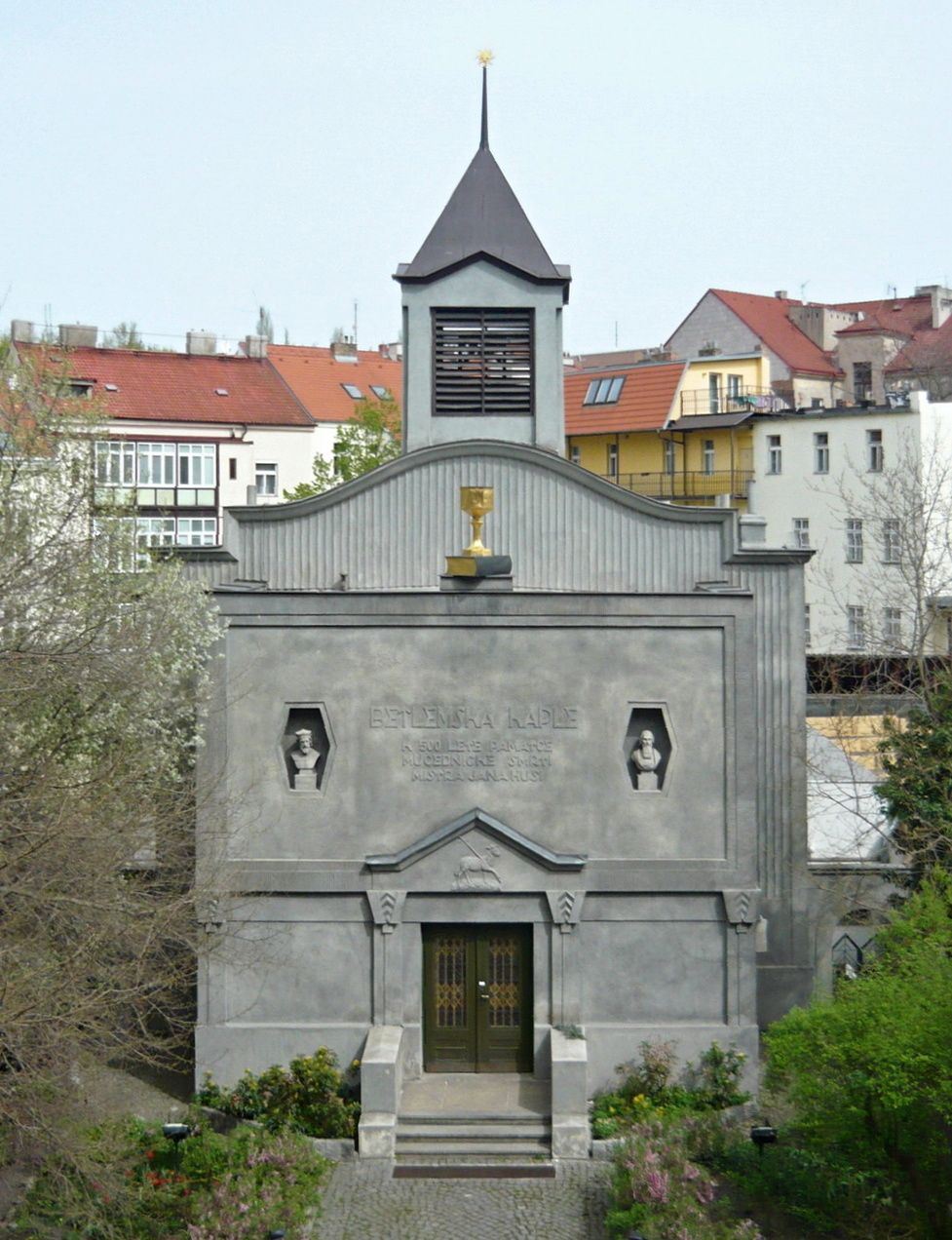
Capilla cubista de Králíček (1913–1914)